# 下夜久野村
下夜久野村（しもやくのむら）は、京都府天田郡にあった村。現在の福知山市夜久野町の東部にあたる。

## 地理
- 山岳：龍ヶ城、居畑山
- 河川：牧川

## 歴史
- 1889年（明治22年）4月1日 - 町村制の施行により、井田村・今西中村・千原村・畑村・額田村の区域をもって発足。
- 1956年（昭和31年）9月30日 - 中夜久野村と合併して夜久野町が発足。同日下夜久野村廃止。

## 交通

### 鉄道路線
- 日本国有鉄道
  - 山陰本線
    - 下夜久野駅

### 道路
- 国道9号